# Olympische Sommerspiele 2012/Teilnehmer (Mosambik)
| Gelbes Symbol für Goldmedaillen mit stilisierten Olympischen Ringen | Graues Symbol für Silbermedaillen mit stilisierten Olympischen Ringen | Braundes Symbol für Bronzemedaillen mit stilisierten Olympischen Ringen |
| ------------------------------------------------------------------- | --------------------------------------------------------------------- | ----------------------------------------------------------------------- |
| —                                                                   | —                                                                     | —                                                                       |

Mosambik nahm in London an den Olympischen Spielen 2012 teil. Es war die insgesamt neunte Teilnahme an Olympischen Sommerspielen. Das Comité Olímpico Nacional de Moçambique nominierte sechs Athleten in vier Sportarten.
Fahnenträger bei der Eröffnungsfeier war der Leichtathlet Kurt Couto.

## Teilnehmer nach Sportarten

### Boxen
| Männer        |                              |                      |      |    |
| Juliano Gento | Halbfliegengewicht bis 49 kg | Alexandar Alexandrow | 7:22 | 17 |

### Judo
| Männer         |                  |         |         |           |         |    |
| Neuso Sigauque | Klasse bis 60 kg | Freilos | Freilos | Tony Lomo | 010:100 | 17 |

### Leichtathletik
| Athleten        | Wettbewerb   | Vorlauf | Vorlauf | Halbfinale    | Halbfinale    | Finale        | Finale        | Rang |
| Athleten        | Wettbewerb   | Zeit    | Rang    | Zeit          | Rang          | Zeit          | Rang          | Rang |
| --------------- | ------------ | ------- | ------- | ------------- | ------------- | ------------- | ------------- | ---- |
| Frauen          |              |         |         |               |               |               |               |      |
| Silvia Panguana | 100 m Hürden | 14,68 s | 8       | ausgeschieden | ausgeschieden | ausgeschieden | ausgeschieden | 44   |
| Männer          |              |         |         |               |               |               |               |      |
| Kurt Couto      | 400 m Hürden | 49,31 s | 3       | 51,55 s       | 8             | ausgeschieden | ausgeschieden | 22   |

### Schwimmen
| Athleten       | Wettbewerb    | Vorlauf | Vorlauf | Halbfinale    | Halbfinale    | Finale        | Finale        | Rang |
| Athleten       | Wettbewerb    | Zeit    | Rang    | Zeit          | Rang          | Zeit          | Rang          | Rang |
| -------------- | ------------- | ------- | ------- | ------------- | ------------- | ------------- | ------------- | ---- |
| Frauen         |               |         |         |               |               |               |               |      |
| Jessica Vieira | 50 m Freistil | 27,39 s | 5       | ausgeschieden | ausgeschieden | ausgeschieden | ausgeschieden | 44   |
| Männer         |               |         |         |               |               |               |               |      |
| Chakyl Camal   | 50 m Freistil | 24,43 s | 6       | ausgeschieden | ausgeschieden | ausgeschieden | ausgeschieden | 38   |